# Стасюк, Никита Иванович
Никита Иванович Стасюк (1912, Большая Старица, Полтавская губерния — 20 октября 1943, Днепр, Лютежский плацдарм) — сержант, командир сапёрного отделения 520-го стрелкового полка 167-й стрелковой дивизии 38-й армии Воронежского фронта, Герой Советского Союза (1944).

## Биография
Родился в 1912 году в селе Большая Старица (ныне — Великая Старица) Переяславского уезда Полтавской губернии (ныне — Бориспольский район Киевской области) в семье крестьян. До начала Великой Отечественной войны работал в колхозе, в коммунистическую партию не вступал. В 1941 году, с началом войны, Стасюк был призван в РККА, в июле того же года — отправлен на фронт. Сначала был рядовым сапёром, затем стал командиром сапёрного отделения. Участвовал в Сталинградском сражении, впоследствии был награждён медалью «За оборону Сталинграда». В ноябре 1943 года, когда войска 1-го Украинского фронта переправлялись через Днепр в районе Вышгорода, Стасюк командовал группой понтонёров, перевозившей пехоту и технику. В течение пяти суток на своём понтоне он доставил на правый берег реки батальон пехоты, две миномётные роты, роту автоматчиков и два орудия. В ночь с 1 на 2 ноября, во время обстрела переправы понтон Стасюка перевернулся, а два соседних утонули. Сержант организовал спасение раненых и лично в нём участвовал. 20 ноября 1943 года Никита Иванович Стасюк погиб при перевозке войск через Днепр на Лютежский плацдарм.
Указом Президиума Верховного Совета СССР от 13 ноября 1943 года за мужество и отвагу, проявленные при форсировании Днепра, сержанту Никите Ивановичу Стасюку посмертно присвоено звание Героя Советского Союза.

## Награды
- медаль «Золотая Звезда»[1] (13.11.1943);
- орден Ленина[1] (13.11.1943);
- орден Красной Звезды[2] (12.09.1943);
- медаль «За боевые заслуги»[3] (03.07.1943);
- медаль «За оборону Сталинграда».

## Память

Бюст Никиты Стасюка на Аллее Героев в Борисполе

В честь Героя названы улицы в сёлах Великая Старица, Григоровка Бориспольского района и в городе Борисполь.